# Crni Drim
Crni Drim (albanski: Drini i Zi, što znači Crni jelen, makedonski: Црн Дрим), izvire (istječe) iz Ohridskog jezera s nadmorske visine od 695 m., a izlazi iz Republike Makedonije u blizini grada Debra na 476 m. nadmorske visine. Ukupna duljina rijeke je 149 km., a unutar Makedonije rijeka ima 56 km.

## Tok rijeke u Makedoniji
Danas rijeka ima svoj prirodni tok na manjoj polovici svog korita, i to od svog izvora(izlijeva iz jezera)kod grada Struge do sela Tašmaruništa. Malo dalje od tog sela, u pravcu sjevera, rijeka ulazi u klisuru i formira umjetno jezero. Na rijeci se nalazi brana, visoka 82 m., oko 10 km nizvodno u pravcu sjevera, ovo je akomulacija za hidrocentralu Globočica.
Odmah nakon te hidrocentrale, rijeka tvori novo jezero, zbog brane(102 m. visine) podignute na njoj kod grada Debra. Ovo umjetno jezero - Debarsko jezero je najbogatije vodom od svih akomulacija u Makedoniji. Jezero ima 520 milijuna m² vode, od njega se voda pomoćnim tunelima vodi do hidrocentrale Špilje.
- Vode rijeke su bogate raznovrsnom ribom, osobito jeguljama, šaranima, klenom i mrenom. Klanac rijeke postaje sve više omiljena destinacija za športske ribolovce, i turiste rekreativce.
- Hidropotencijal rijeke iskorišten je do maksimuma, i predstavlja značajan izvor energije Republike Makedonije, dvije hidrocentale proizvode 580 kilovatsati električne energije godišnje.

## Tok rijeke u Albaniji
U sjeveroistočnoj Albaniji kod grada Kukësa, Crni Drim se spaja s rijekom Bijelim Drimom, i tvori novo jezero, od tog dijela rijeka se zove samo Drim i utječe u Jadransko more.

## Vanjske poveznice
|  | Zajednički poslužitelj ima još gradiva o temi Crni Drim |